# Modéstia (catolicismo)
Na doutrina da Igreja Católica, a modéstia é a virtude caracterizada pela moderação de matérias de menor dificuldade, como as ações exteriores e o vestuário. O conceito de modéstia também pode incluir a humildade e a estudiosidade.

## Conceito

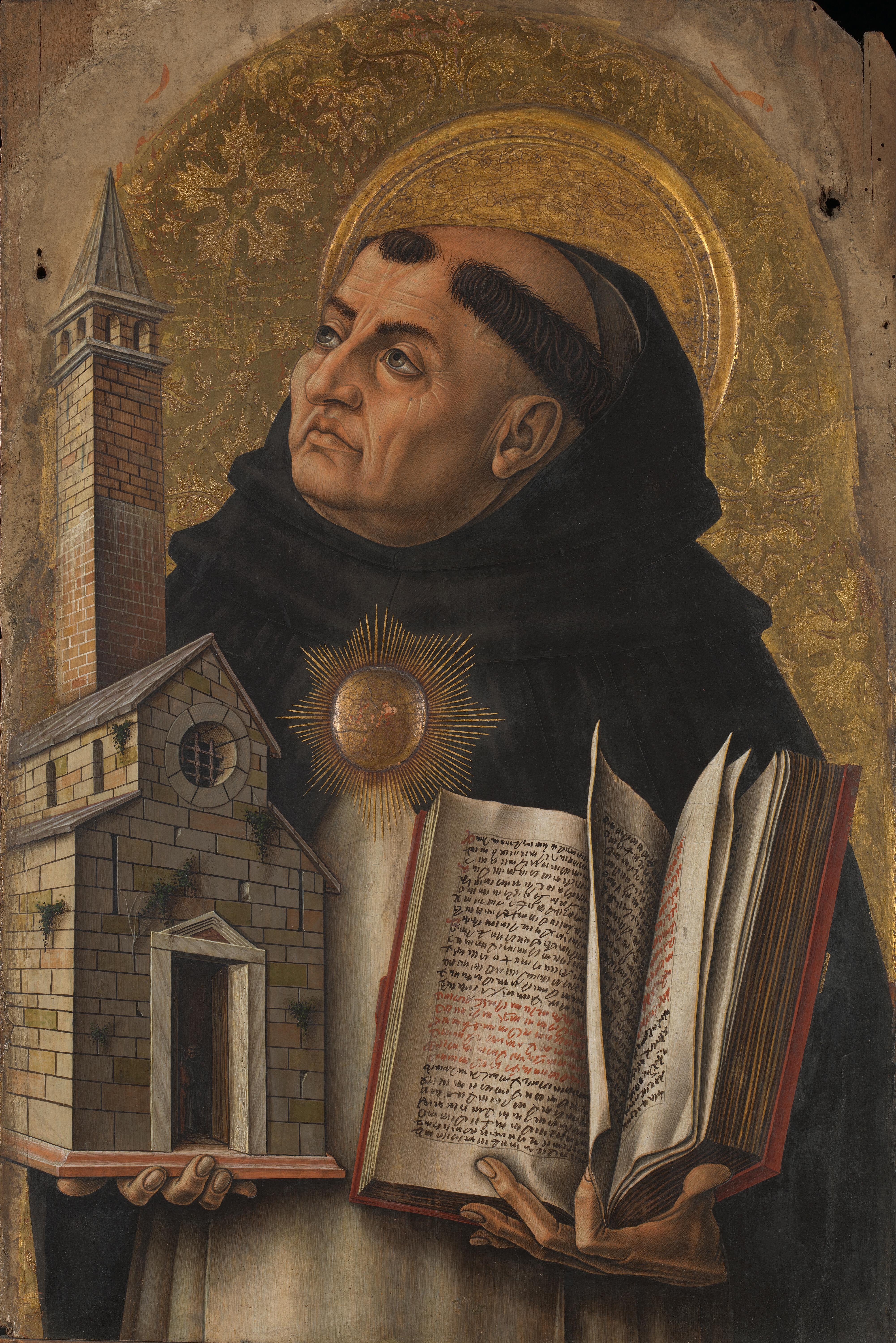
A doutrina teológica de São Tomás de Aquino foi aprovada e louvada por diversos papas a partir do século XIII.

São Tomás de Aquino definiu na Suma Teológica a modéstia como a virtude que modera as matérias de menor importância e dificuldade, sendo anexa à temperança, a virtude principal que modera as coisas de maior dificuldade (as concupiscências dos prazeres do tato). Tomás dividiu essas matérias de menor importância em quatro tipos, sendo que as duas primeiras requeriam virtudes próprias:
- O movimento da mente em direção a alguma excelência, sendo moderado pela humildade;
- O desejo de coisas relativas ao conhecimento, sendo moderado pela estudiosidade;
- Os movimentos do corpo e as ações;
- A apresentação exterior, como o vestuário e semelhante.

Citando Andrônico de Rodes, Tomás divide a modéstia em três partes: A "boa ordem", que trata do discernimento no que se deve fazer e não fazer, a observar a ordem em que se deve agir e perseverar no que é feito; o "ornato", que trata da observância do decoro; e a "austeridade", que trata das conversas e de qualquer trato entre um homem e seus amigos.

## Modéstia no comportamento
A doutrina católica considera o escândalo um pecado grave. Dessa forma, a modéstia deve ser observada na fala e nas ações exteriores. Na fala, é condenado o uso de palavras blasfemas, obscenas e maledicentes , bem como conversas e brincadeiras em que esse uso ocorra. Nas ações exteriores, são condenados gestos, diversões e danças obscenos e insinuantes, assim como ter companhias que os pratiquem ou incitem a praticá-los.

## Modéstia no vestuário
Segundo a doutrina católica, o vestuário deve respeitar o pudor e não deve ser desalinhado, nem luxuoso (exceto quando o luxo indicar a excelência de um ofício ou a adoração divina). Também deve ser consistente com o costume geral (contanto que não fira o pudor) e com o estado da pessoa. É permitido o adorno aos casados ou aos que procuram casar-se.

### Em relação à moda feminina
Muitas das modas surgidas no Ocidente durante o século XX foram combatidas pelo clero como imodestas.

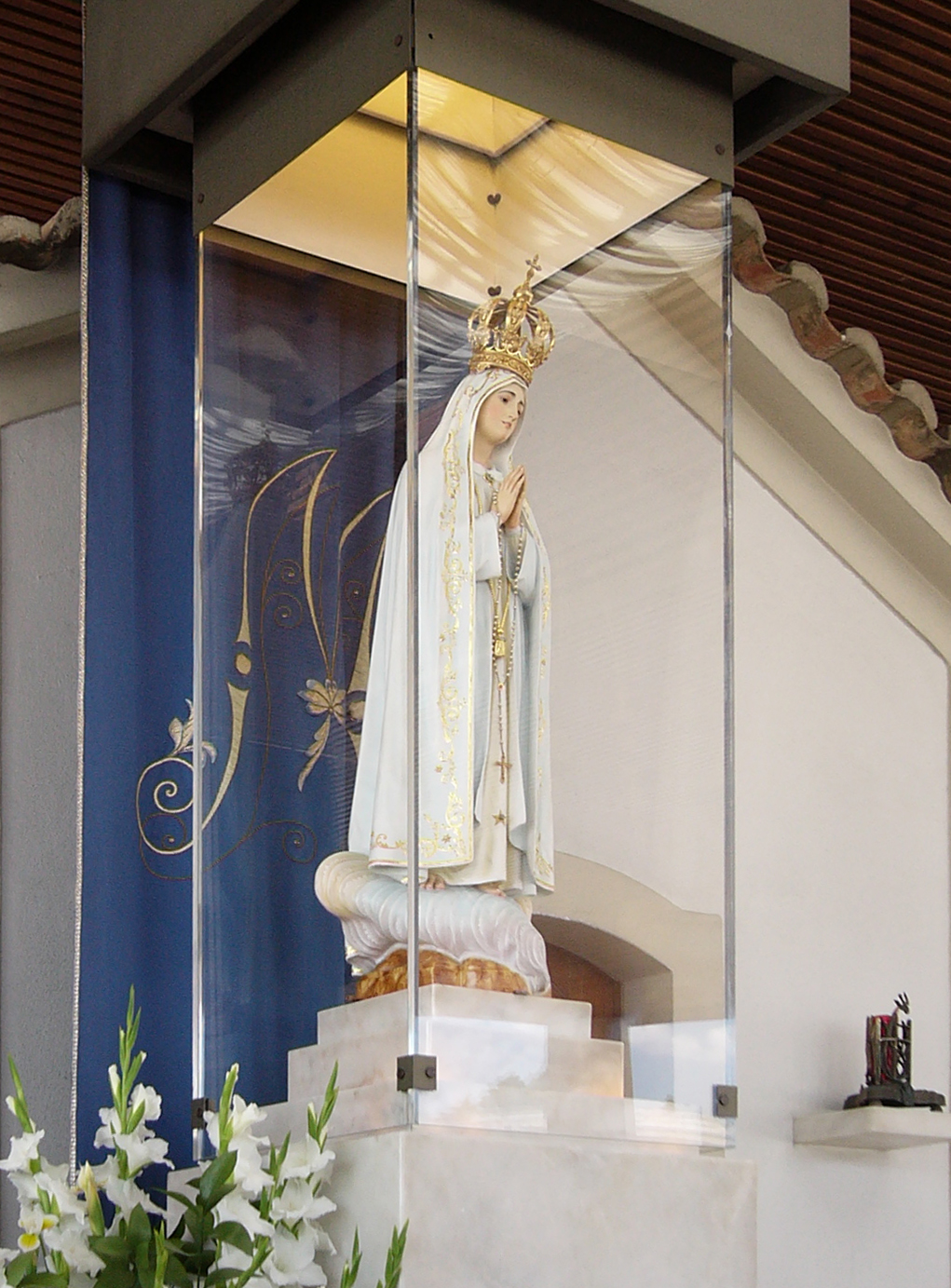
Nossa Senhora de Fátima teria dito a Santa Jacinta Marto que "seriam introduzidas certas modas que ofenderiam muito Nosso Senhor".

Em 1911, o Papa São Pio X reprovou o uso de calças harém, definidas como um "exagero apto a diminuir o autorrespeito da usuária e a abolir a distinção dos sexos".
Em sua encíclica Sacra Propediem, o Papa Bento XV condena as novas modas femininas, que "chocavam todos os homens honestos e ofendiam a Deus".
Em 23 de agosto de 1928, o Papa Pio XI deu início à Cruzada pela Modéstia  com uma carta dirigida aos bispos da Itália. Em 1930, na Carta da Sagrada Congregação do Concílio, também decretou uma série de medidas para exortar as meninas e mulheres à modéstia.
Em 1928, o cardeal-vigário do Papa Pio XI, o cardeal Basilio Pompilj, emitiu a seguinte instrução: "Recordamos que um vestido não pode ser considerado decente se tem um corte mais fundo que dois dedos abaixo da cova da garganta, não cobre os braços pelo menos até os cotovelos e chega até um pouco abaixo do joelho. Além disso, vestidos com material transparente são impróprios.” 
Em diversas de suas Alocuções às Meninas da Ação Católica, o Papa Pio XII expressou sua preocupação com as modas emergentes, condenando a "tirania da moda" e "a perda do instinto de modéstia", especialmente pelas mães. Também continuou a Cruzada pela Modéstia de Pio XI.